# Radulfo di Diceto

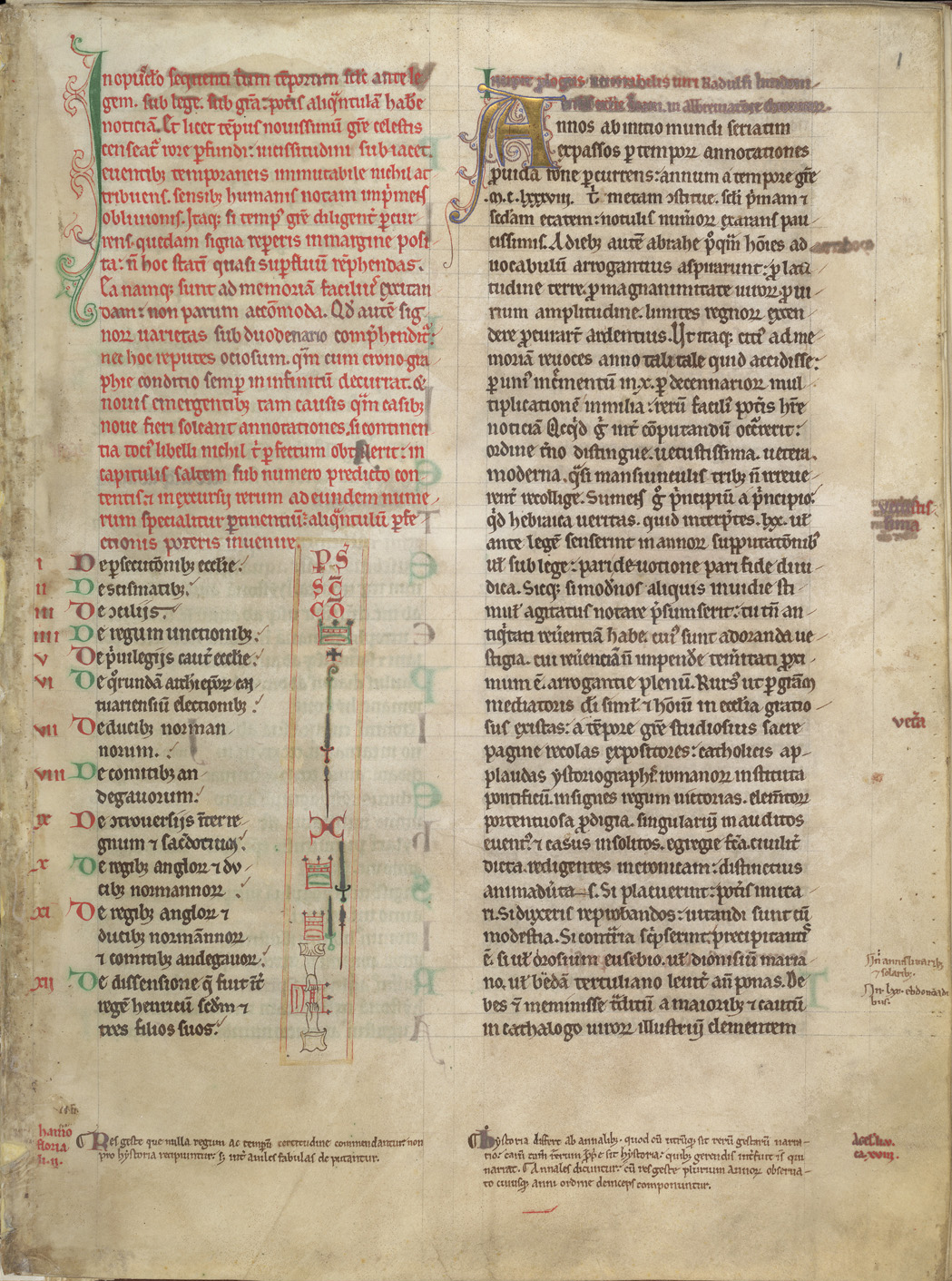
Frontespizio di un'edizione medievale della cronaca di Radulfo di Diceto

Ralph de Diceto, latinizzato in Radulfo o Rodolfo (in latino Radulfus de Dicetum; 1125 circa – 1202 circa) è stato un monaco cristiano e cronista medievale inglese. È una delle principali fonti sul medioevo inglese, soprattutto sulla seconda metà del XII secolo e sui regni di Enrico II e Riccardo I d'Inghilterra.

## Biografia
Le origini di Radulfo sono oscure, e la stessa località di Diceto dalla quale proveniva non è ancora stata esattamente identificata. La versione più tradizionale lo vuole originario della città di Diss, in Inghilterra, ma per assonanza anche le località francesi di Dissay, Dicy e Dizy si potrebbero identificare con la latina Diceto. Probabilmente la stessa dizione latina Diceto fu invenzione dello stesso Radulfo, contribuendo alla confusione sulle sue origini.
Nella sua cronaca i primi fatti dettagliati sulla storia inglese risalgono al 1136, e ciò fa sospettare agli storici che in quell'epoca fosse bambino, fissando quindi la sua data di nascita tra il 1120 e il 1130. Ecclesiastico, studiò all'Università di Parigi, poiché la sua prima menzione certa risale al 1152 e lo idenfitica come Master of Arts. Tornato in Inghilterra, divenne arcidiacono del Middlesex tra il 1152 e il 1180. In quell'anno divenne diacono della cattedrale di San Paolo, ruolo che mantenne fino alla morte.
Era vicino a molte figure di rilievo della politica inglese dell'epoca, come i vescovi Arnolfo di Lisieux, Gilbert Foliot (di cui forse era parente) e Richard FitzNeal. Fu quindi coinvolto nella lunga disputa tra re Enrico II d'Inghilterra e l'arcivescovo Tommaso Becket, prendendo le parti del sovrano e denunciando la condotta dell'arcivescovo nelle sue opere (mantenendosi comunque abbastanza equidistante per non compromettere la sua posizione all'interno della Chiesa inglese). Nel 1166 fu tra gli inviati dei vescovi inglesi in opposizione a Becket e a favore del re.
Dopo la nomina a diacono di San Paolo, dimostrò una notevole capacità amministrativa, riorganizzando il capitolo della cattedrale e amministrando le sue numerose proprietà. Proprio durante il diaconato a Londra cominciò ad elaborare la sua cronaca. I fatti che riporta nelle sue opere non vanno oltre il 1202, data in cui probabilmente morì.

## Opere
Monaco amanuense, rimangono numerose postillae a lui attribuite sparse in vari codici medievali conservati nel Regno Unito. È comunque principalmente ricordato per essere l'autore di una cronaca della storia del mondo in latino, divisa in due parti: le Abbreviationes chronicorum, che riportano i fatti dalla creazione del mondo agli anni 1140, e le Imagines historiarum, continuazione delle Abbreviationes che si spingono fino a ridosso della morte dell'autore.
Soprattutto le Imagines costituiscono una delle narrazioni coeve principali dello scontro tra l'arcivescovo Tommaso Becket e re Enrico II d'Inghilterra. Mentre le Abbreviationes di basano del tutto o quasi su fonti precedenti (principalmente sui lavori di Roberto di Torigni, che Radulfo forse conosceva personalmente), le Imagines sono in buona parte opera originale dell'autore. Nonostante la sua importanza per la storiografia, la cronaca di Radulfo è spesso definita dai medievisti confusionaria, stilisticamente sciatta e priva di un ordine cronologico preciso, benché il cronista mostri acutezza nei suoi commenti a tema politico, potendo usufruire di dettagli e racconti di prima mano grazie alla sua conoscenza di molti potenti uomini politici del tempo.